# Saggat
Saggat (även Saggatjaure, Sakkat), insjö i Jokkmokks kommun. I sjöns västra ända ligger Kvikkjokk och längre mot öster Årrenjarka och  Njavve.  Sjön har branta stränder, det största djupet är 83 meter. Saggat avvattnas genom Lilla Luleälven.  Saggat får sitt vatten i huvudsak från Kamajokk och Tarraälven.

## Galleri

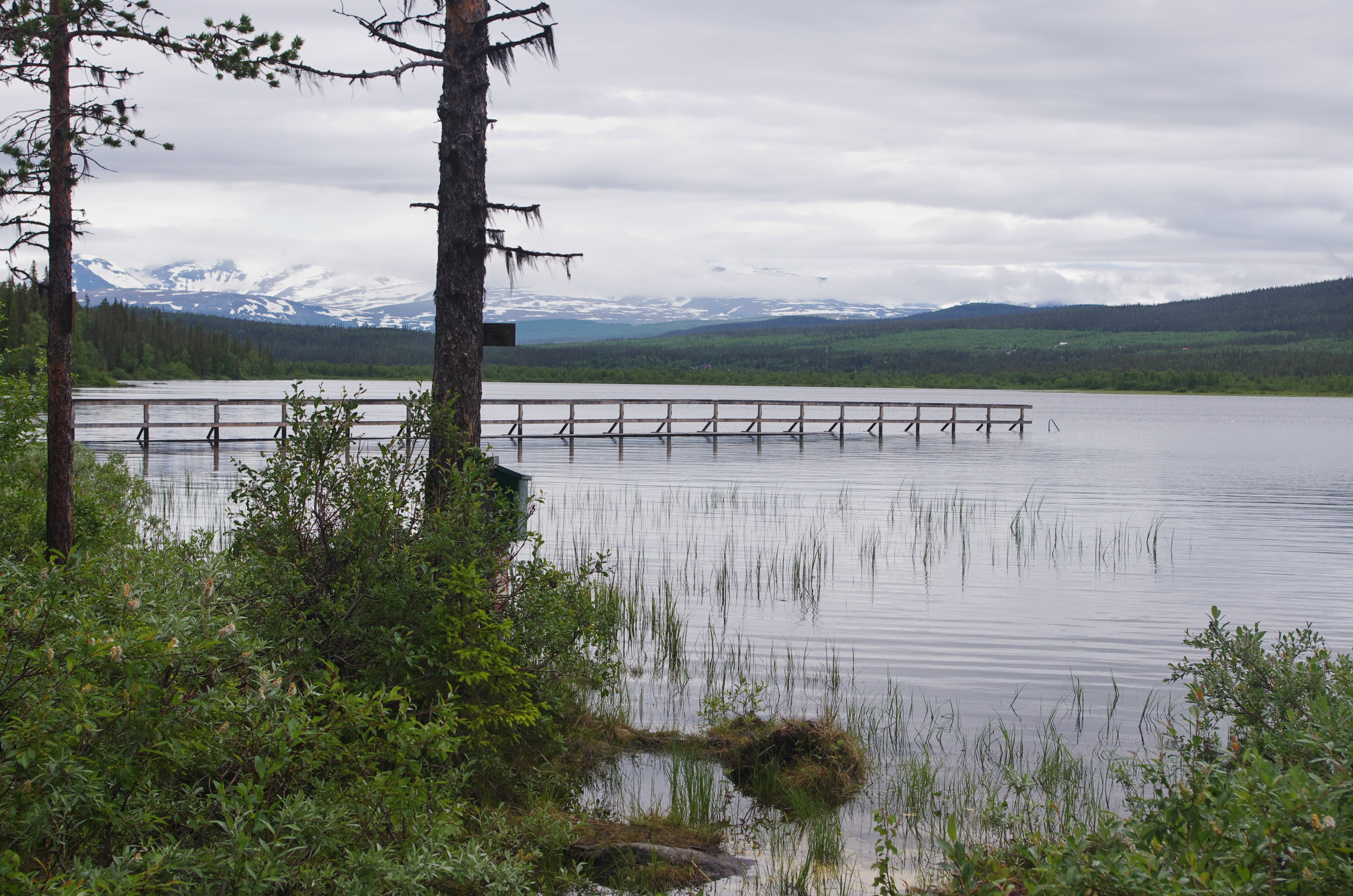
Kungsleden går över Saggat. Sommartid går det båtskjuts från bryggan.
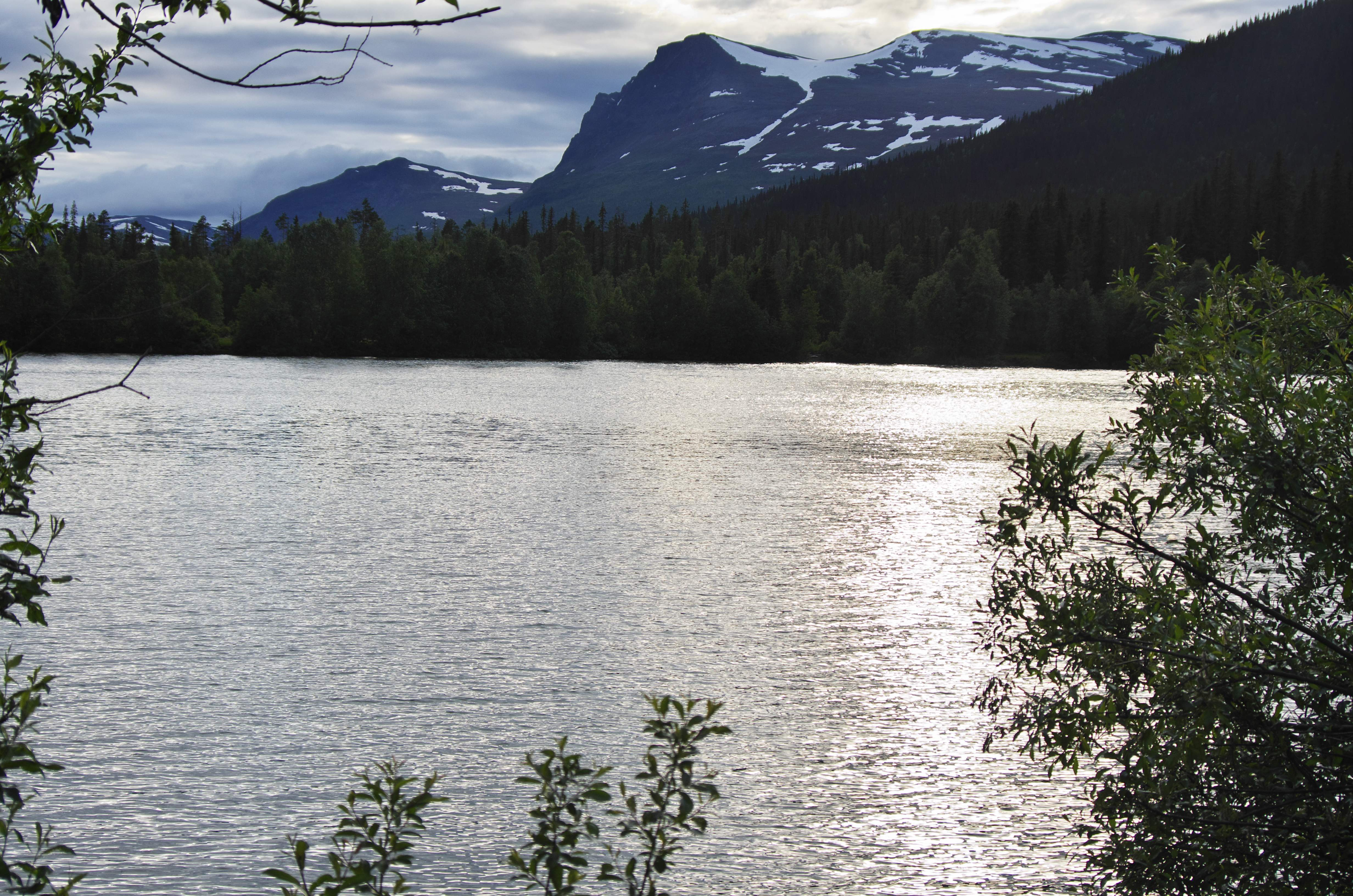
Saggat och berget Nammásj från Kvikkjokk.
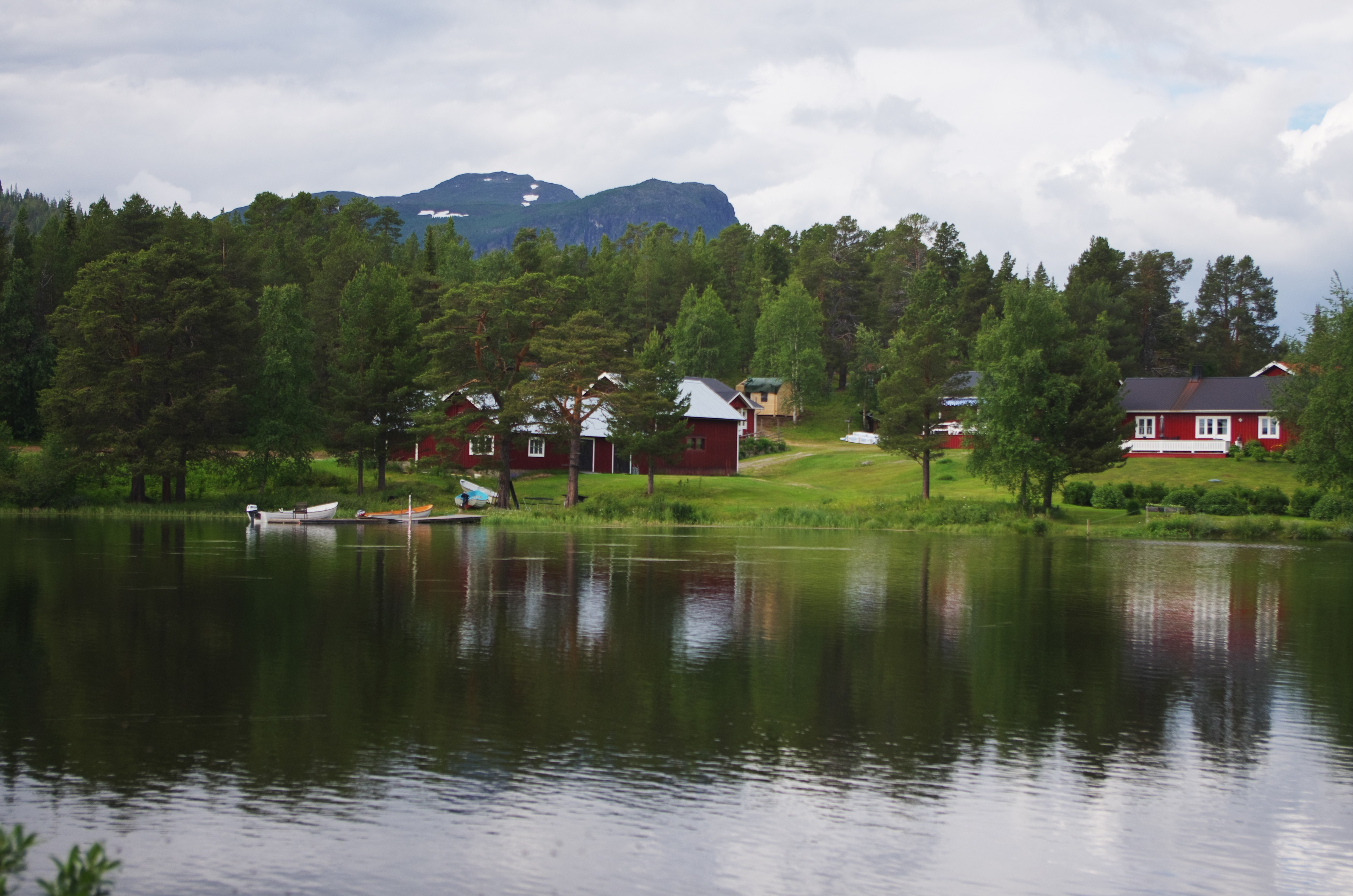
Mitt på Saggats norra strand ligger fjällbyn Årrenjarka.
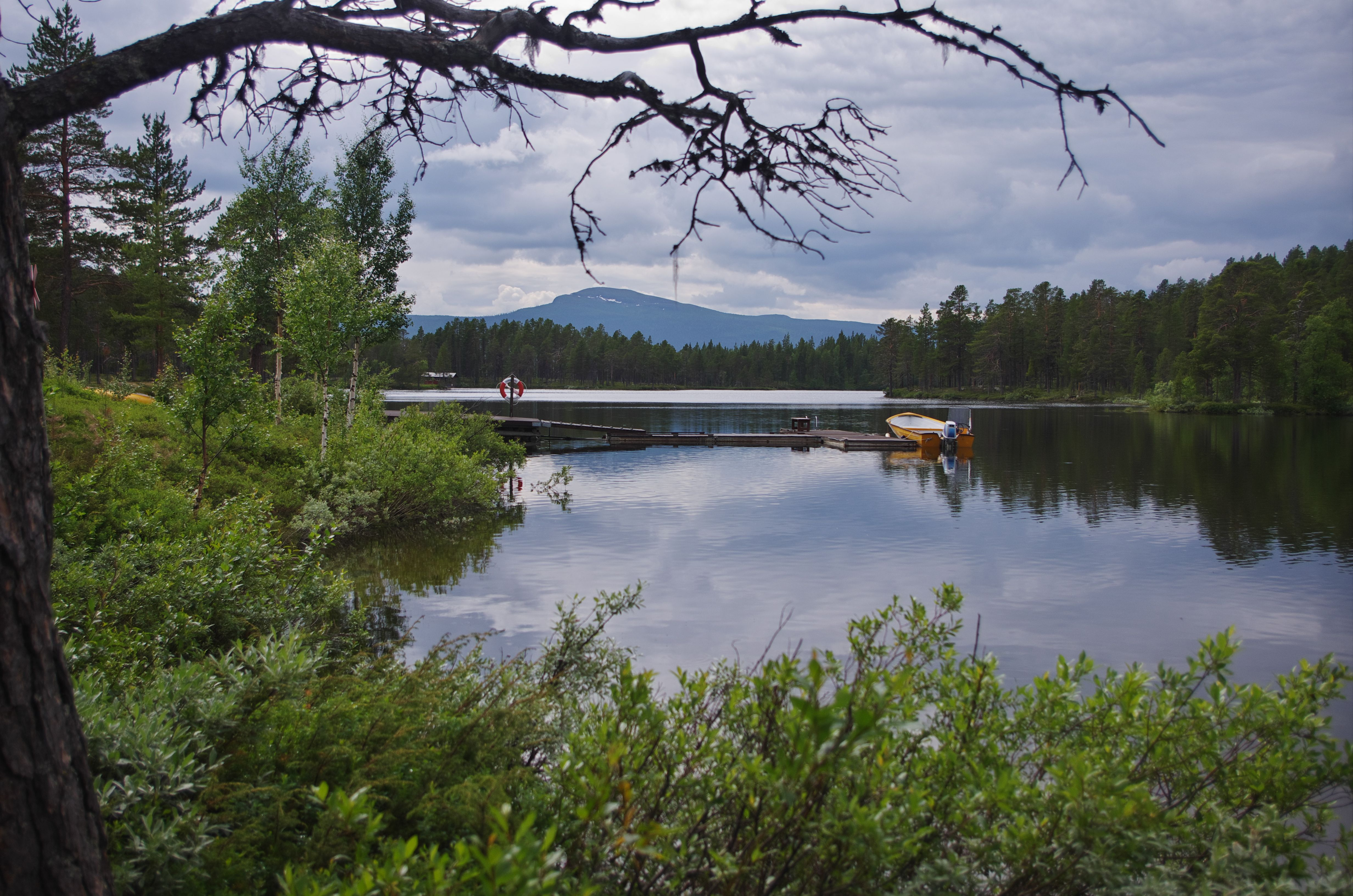
Brygga vid Årrenjarka.